# Curtis Granderson
Curtis Granderson, Jr. (ur. 16 marca 1981) – amerykański baseballista, który występował na pozycji zapolowego.

## Przebieg kariery
Granderson studiował na University of Illinois at Chicago, gdzie w latach 2000–2002 grał w drużynie uniwersyteckiej UIC Flames. W 2002 został wybrany w trzeciej rundzie draftu przez Detroit Tigers i początkowo występował w klubach farmerskich tego zespołu, między innymi w Erie SeaWolves, reprezentującym poziom Double-A. W Major League Baseball zadebiutował 13 września 2004 w meczu przeciwko Minnesota Twins. W 2006 wystąpił we wszystkich spotkaniach World Series, w których Tigers przegrali z St. Louis Cardinals 1–4.
Rok później jako trzeci zawodnik w historii MLB (po Franku Schulte i Willie Maysie) zaliczył co najmniej 20 double'ów, 20 triple'ów, 20 skradzionych baz i zdobył 20 home runów w jednym sezonie. W 2009 po raz pierwszy wystąpił w Meczu Gwiazd.
W grudniu 2009 w ramach wymiany zawodników przeszedł do New York Yankees. W sezonie 2011 zaliczył najwięcej w lidze RBI (119) i zdobył 41 home runów (2. wynik w lidze), w głosowaniu do nagrody MVP American League zajął 4. miejsce (za Justinem Verlanderem, Jacobym Ellsbury i José Bautistą) i otrzymał nagrodę Silver Slugger Award. 6 maja 2012 w spotkaniu z Kansas City Royals zaliczył 1000. uderzenie, zaś 26 sierpnia 2012 w meczu przeciwko Cleveland Indians zdobył 200. home runa w karierze.
W grudniu 2013 jako wolny agent podpisał czteroletni kontrakt wart 60 milionów dolarów z New York Mets. 17 września 2016 w meczu z Minnesota Twins został pierwszym zawodnikiem w historii klubu, który zdobył dwa home runy – dającego wyrównanie i zwycięstwo – w dodatkowych zmianach.
W 2016 za działalność charytatywną otrzymał Roberto Clemente Award. 19 sierpnia 2017 został zawodnikiem Los Angeles Dodgers. W styczniu 2018 podpisał roczny kontrakt z Toronto Blue Jays, jednak w lipcu 2018 został oddany do Milwaukee Brewers. W styczniu 2020 ogłosił zakończenie zawodniczej kariery.

## Nagrody i wyróżnienia
| Nagroda/wyróżnienie    | Lata             | Źródło |
| 3× All-Star            | 2009, 2011, 2012 | [ 2 ]  |
| Silver Slugger Award   | 2011             | [ 10 ] |
| 20–20–20 club          |                  | [ 6 ]  |
| Roberto Clemente Award | 2016             | [ 15 ] |